# Tug McGraw
Frank Edwin McGraw Jr. (Martinez, 30 de agosto de 1944 — Brentwood, 5 de janeiro de 2004) foi um treinador americano de beisebol. É o pai do cantor de música country Tim McGraw, do ator e apresentador Mark McGraw e Cari McGraw.
McGraw foi treinador de 1965 a 1984, tendo se destacado no New York Mets e Philadelphia Phillies. Ficou famoso com o resultado da derrota na final da Liga Americana nos anos 80 marcando strikeout contra a equipe do Kansas City Royals. Naquela temporada, McGraw levou a equipe do Philadelphia Phillies ao primeiro ansiado título da Série Mundial. Em 2003, McGraw foi diagnosticado com um tumor cerebral, sendo internado e diagnosticado como terminal, vindo a falecer em janeiro do ano seguinte e depois cremado. 